# Neskaupstaður
Neskaupstadur ([ˈnɛːskøy̑pstaːðʏr]) es un pueblo ubicado en la región de Austurland, en la costa este de Islandia. Se despobló severamente en la década de 1990, pero actualmente experimenta un cambio de dirección, debido a la construcción de un horno de fundición de aluminio y una nueva central hidroeléctrica al este de Islandia.
Neskaupstaður se unió a Eskifjörður y Reyðarfjörður en 1998 para formar una nueva municipalidad llamada Fjarðabyggð.

## Galería

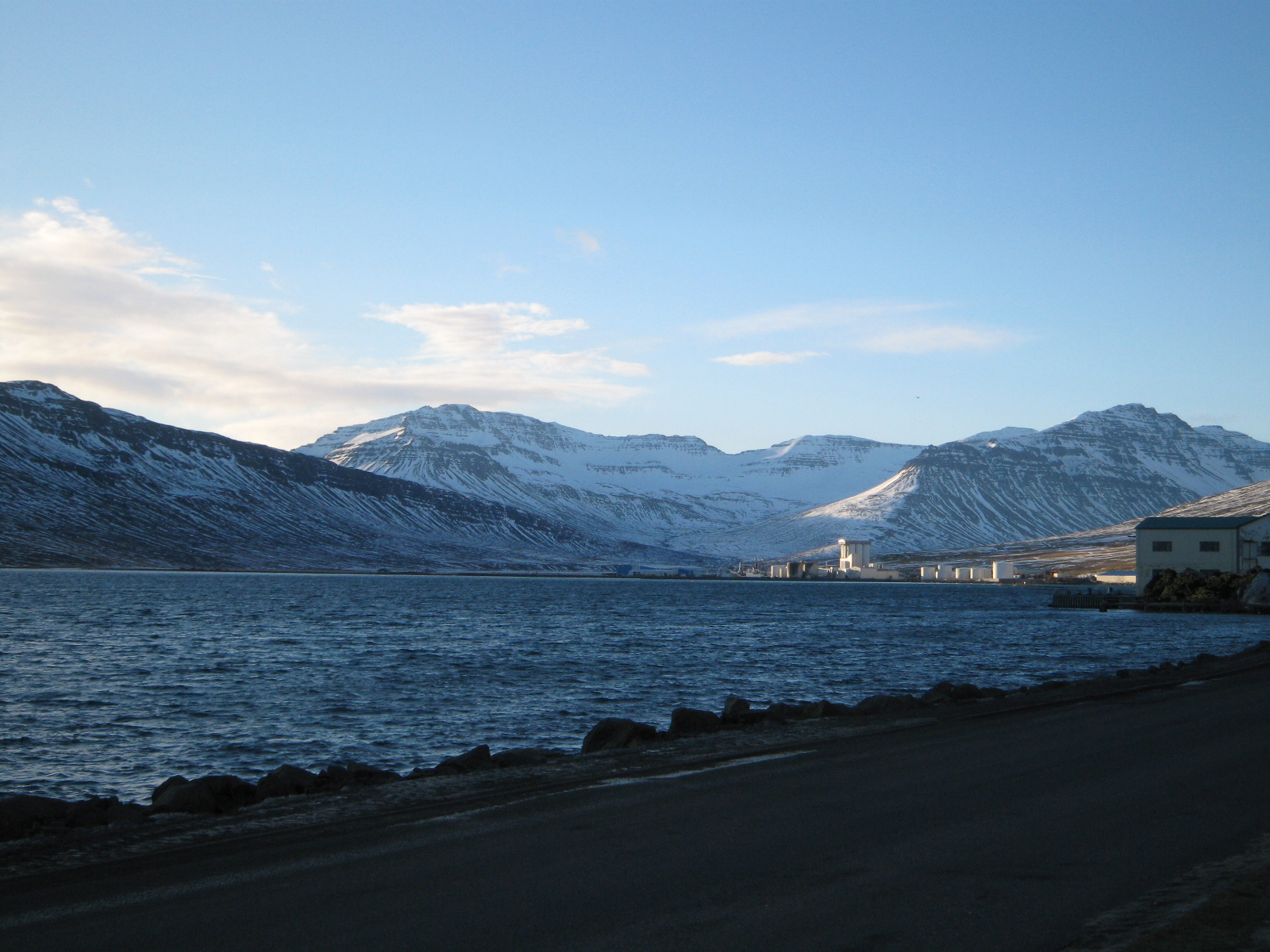
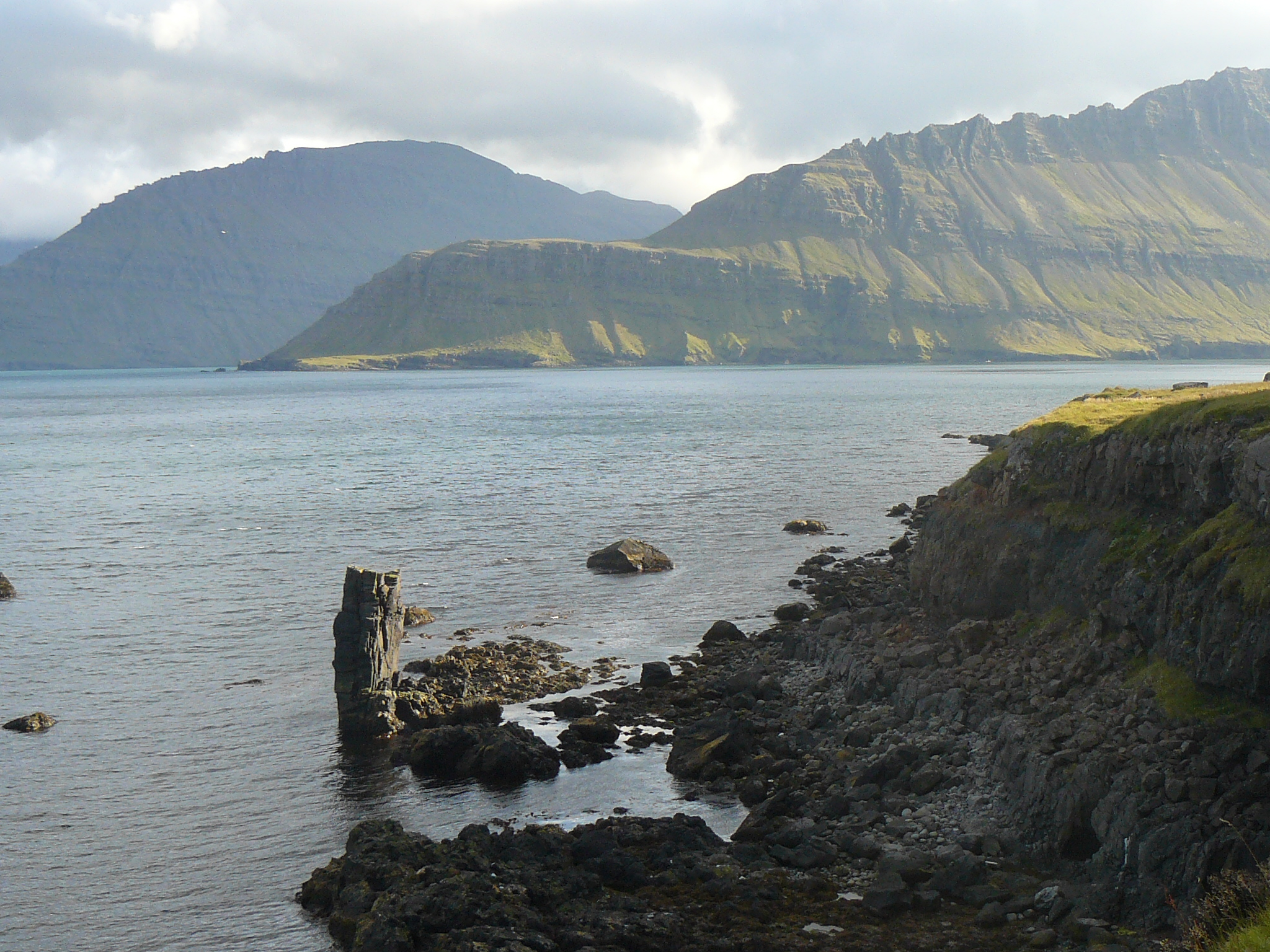
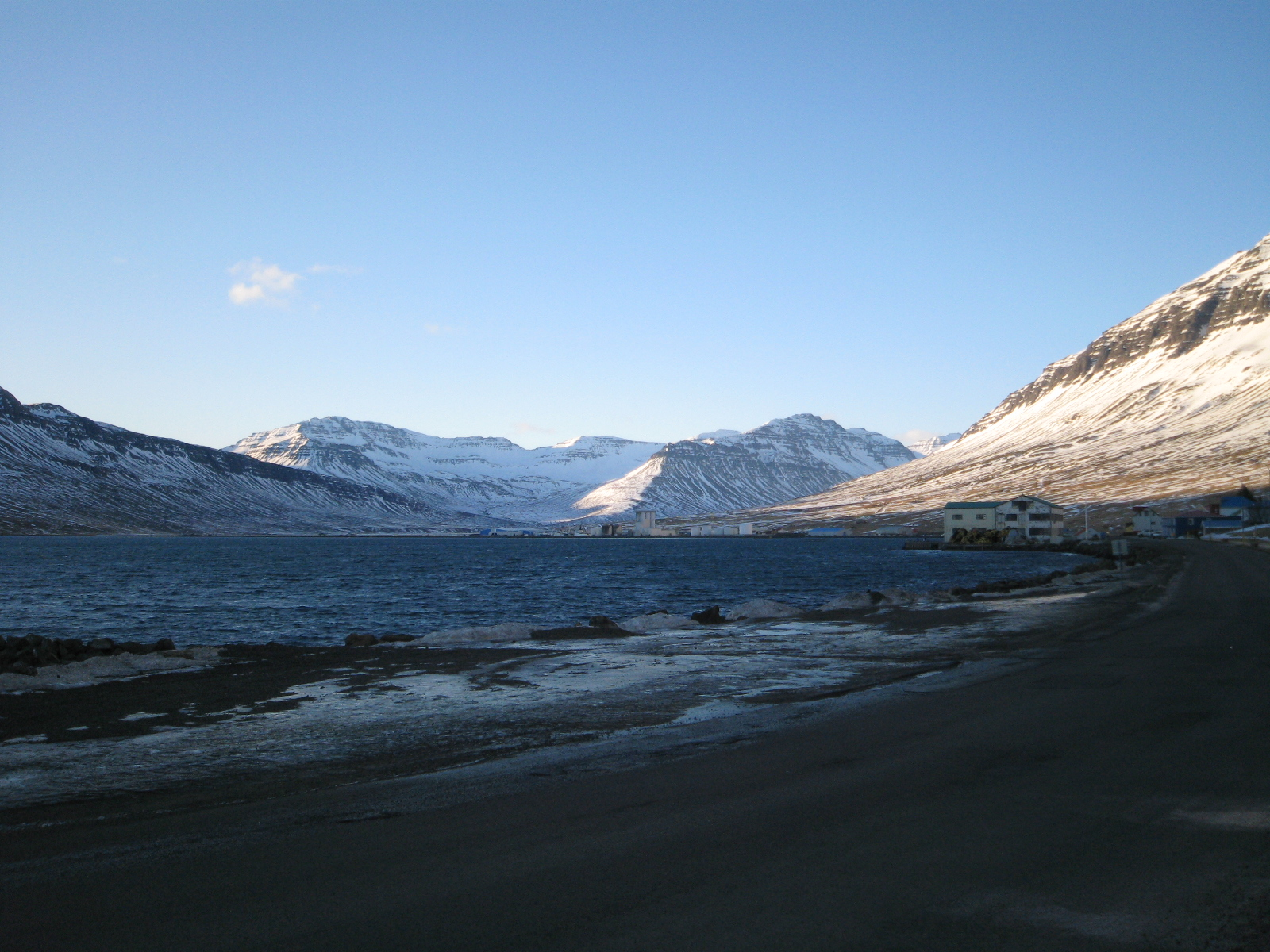
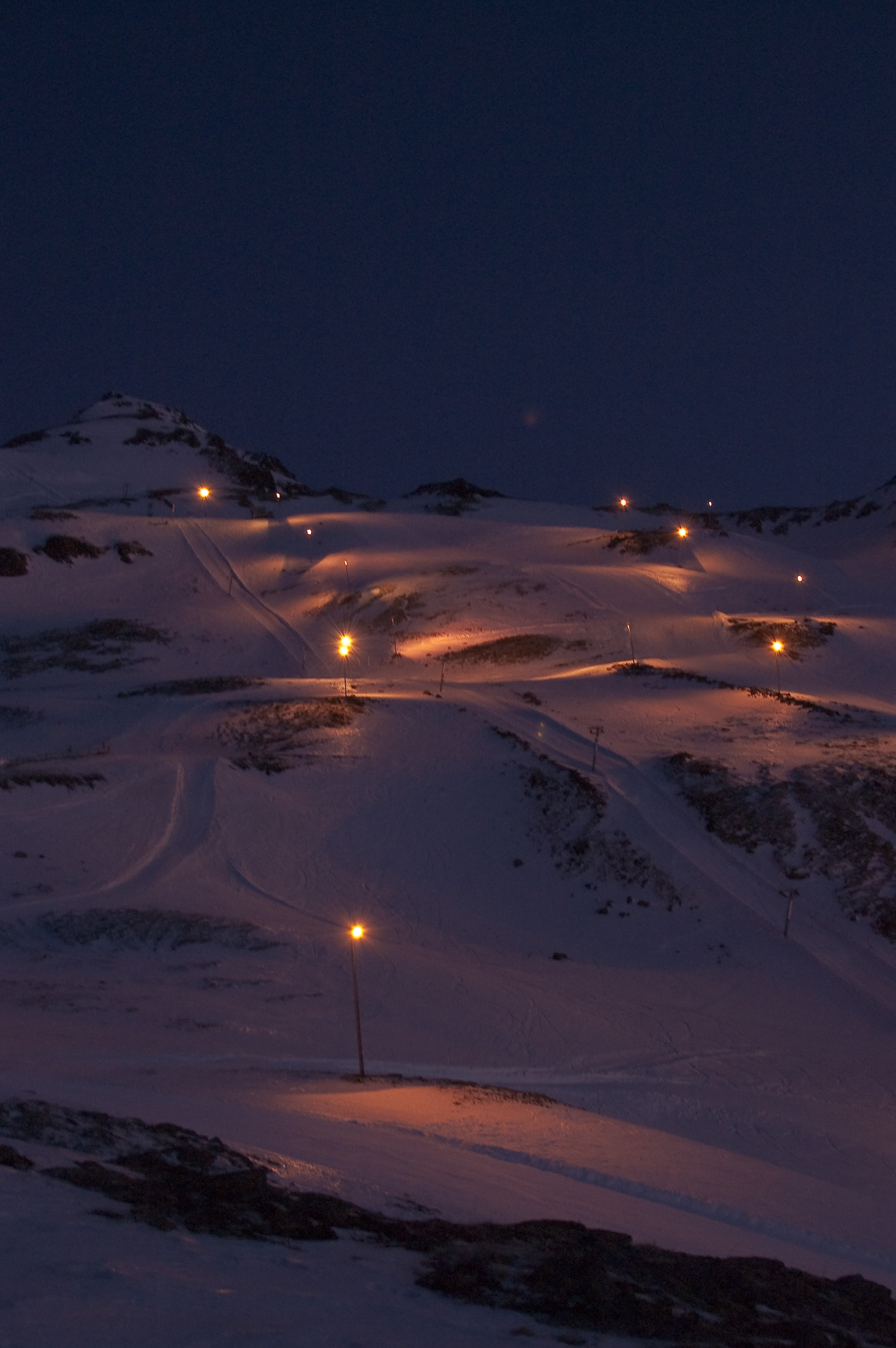
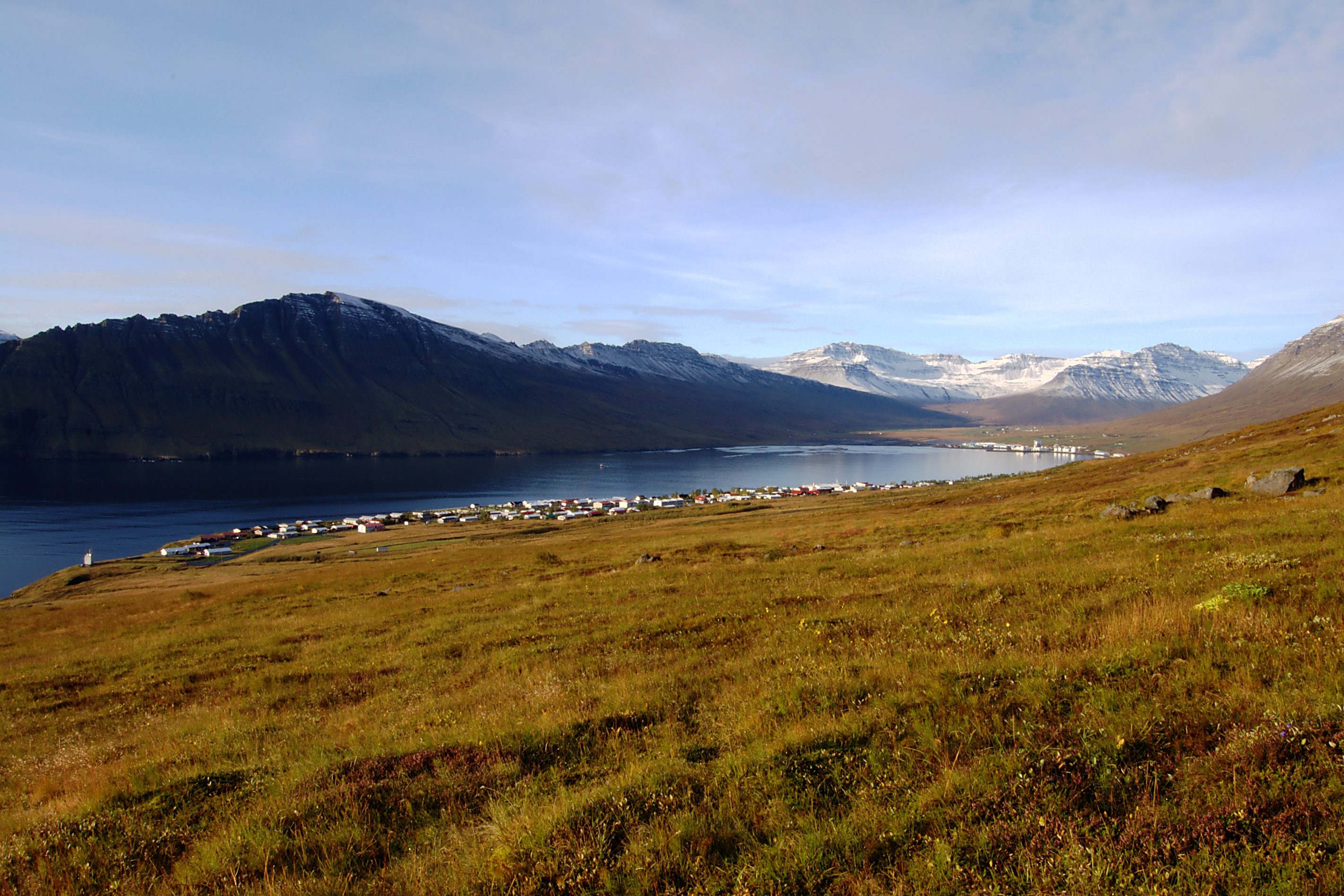